# Кузьмін Володимир Борисович
Володимир Борисович Кузьмі́н (нар. 31 травня 1955, Москва) — радянський і російський співак, композитор, поет, письменник, гітарист, поет-пісняр, автор-виконавець, мультиінструменталіст. Заслужений артист РФ (2002). Народний артист Російської Федерації (2011).
Фігурант бази даних центру «Миротворець».

## Життєпис

### Дитинство та юність
Володимир Кузьмін народився 31 травня 1955 р. у Москві.
Його батько — флотський офіцер Борис Григорович Кузьмін, мати — викладач іноземних мов Наталія Іванівна Кузьміна.
В училищі Володя був відмінником, з дитинства захоплювався музикою, навчався в училищі у класі скрипки, свою першу пісню написав у 6 років, самостійно освоїв гітару. Навчаючись у шостому класі, він організував свою першу групу, а двома роками пізніше на шкільних вечорах виконував кавери пісень The Beatles і The Rolling Stones.

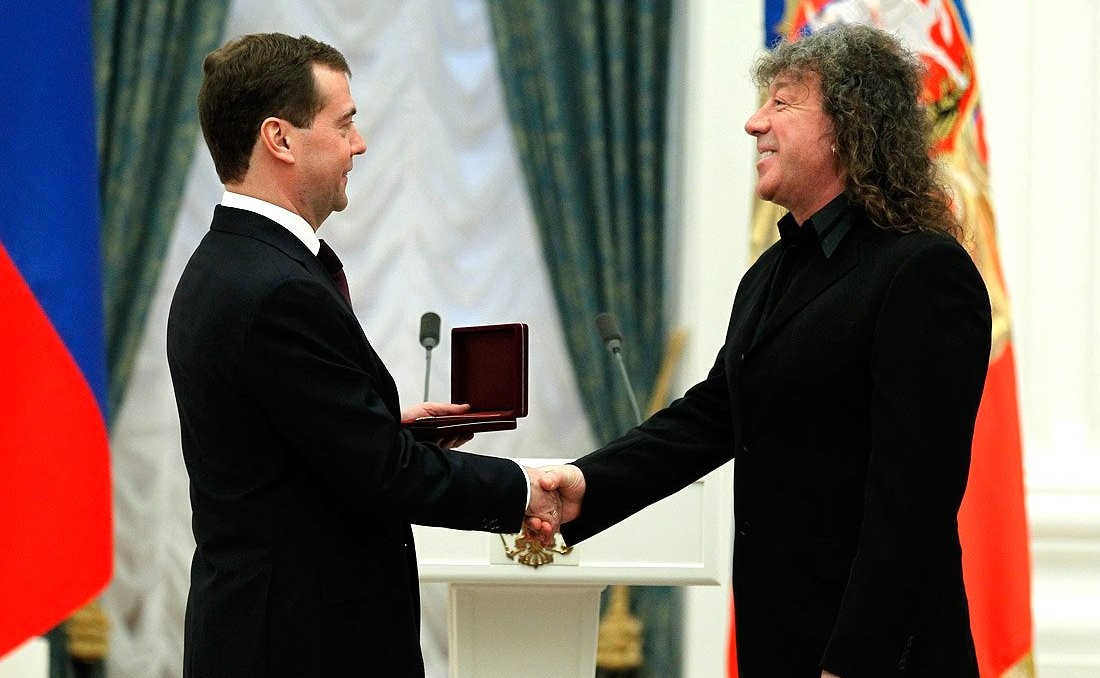
2011

Один із засновників та лідерів гурту «Карнавал», лідер гурту «Динамік». Більш широку популярність В. Б. Кузьмін набув завдяки співпраці з Аллою Пугачовою.